# Zbigniew Paweł Burzyński

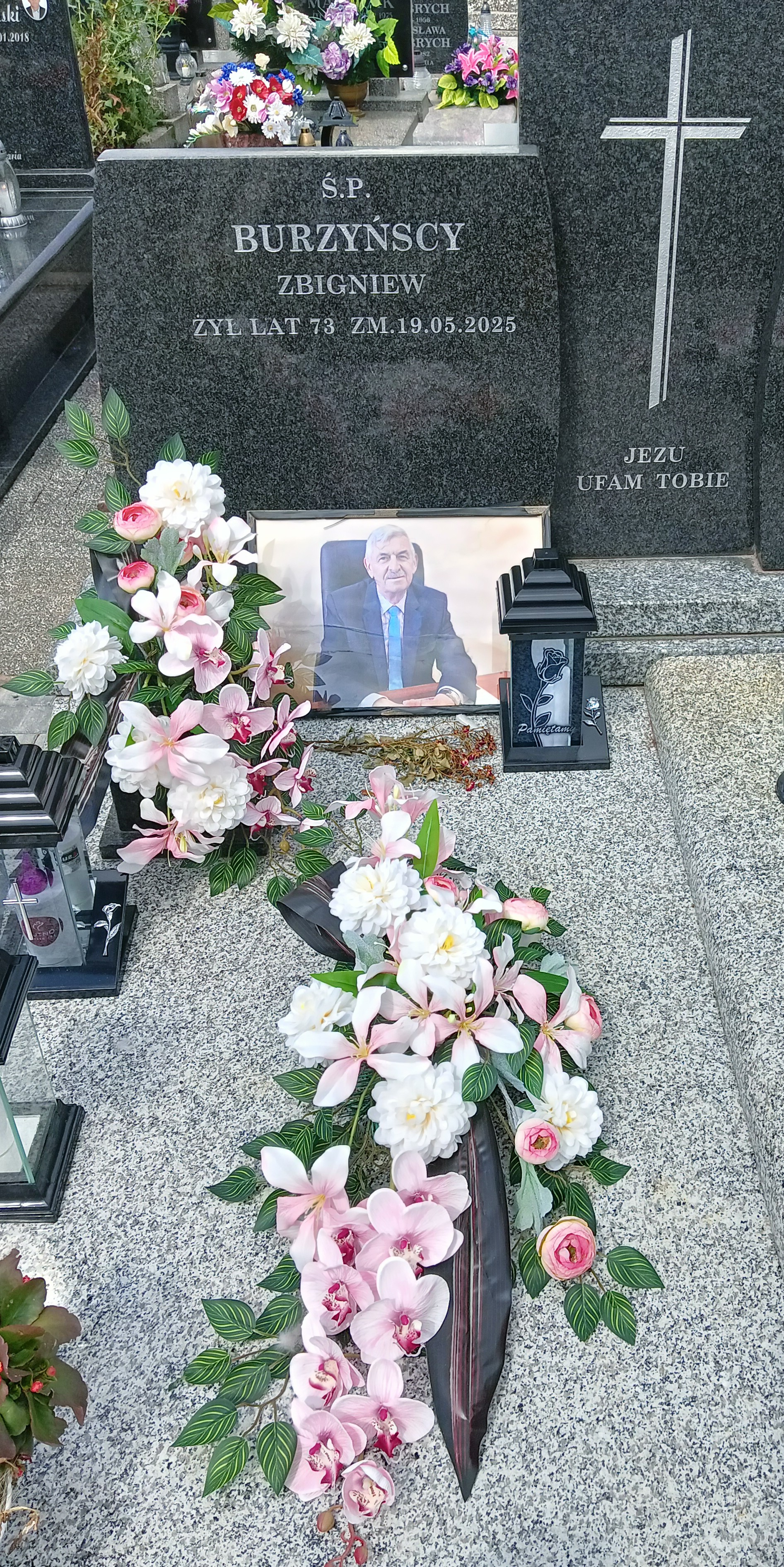
Grób Zbigniewa Burzyńskiego na cmentarzu parafii św. Wawrzyńca w Kutnie

Zbigniew Paweł Burzyński (ur. 1 lutego 1952 w Kutnie, zm. 19 maja 2025 w Warszawie) – polski inżynier i samorządowiec, w 1998 i w latach 2002–2024 prezydent Kutna.

## Życiorys
Absolwent Liceum Ogólnokształcącego im. Jana Kasprowicza w Kutnie. Uzyskał tytuł zawodowy magistra inżyniera telekomunikacji na Politechnice Warszawskiej, ukończył podyplomowe studia z zakresu zarządzania. Od 1978 był zatrudniony w Zakładach Podzespołów Radiowych Miflex w Kutnie, na początku lat 90. był dyrektorem ds. techniki i rozwoju, a w latach 1998–2002 dyrektorem handlowym tego przedsiębiorstwa. Od 1995 do 1998 pełnił funkcję zastępcy prezydenta Kutna, w 1998 przez kilka miesięcy po raz pierwszy był prezydentem tego miasta. Przez następne cztery lata sprawował mandat radnego.
W wyniku bezpośrednich wyborów w 2002 ponownie został prezydentem Kutna (pokonując ubiegającego się o reelekcję Krzysztofa Dębskiego). W 2006, 2010, 2014 i 2018 ponownie wybierano go na to stanowisko. Nie ubiegał się o reelekcję w wyborach w 2024; uzyskał wówczas natomiast mandat radnego Kutna. Jego następcą na stanowisku prezydenta został Mariusz Sikora kandydujący z ramienia KW KWW Zbigniewa Burzyńskiego i Mariusza Sikory.
Został pochowany na cmentarzu parafii św. Wawrzyńca w Kutnie.

## Odznaczenia i wyróżnienia
- Złoty Medal za Zasługi dla Policji (2011)[9]
- Medal im. dr. Henryka Jordana (2013)[10]
- Odznaka Honorowa za Zasługi dla Samorządu Terytorialnego (2015)[11]

## Życie prywatne
Syn Stanisława i Emilii. Żonaty (żona Grażyna), miał dwóch synów (Cezarego i Pawła).